# Fogarasi István (gyártásvezető)
Fogarasi István (Csönge, 1944. december 22. – Budapest, 2008. március 2.) magyar gyártásvezető, producer.

## Életpályája
Fogarasi István, „Fogi” 1966-ban a Magyar Filmhíradó Szerkesztőségénél kezdte filmes pályáját. A 70-es évekbeli legendás Balázs Béla Stúdió vezetőségi tagjaként, gyártásvezetőjeként egy új szellemű filmes generáció kezdeti lépéseit irányította.
Pályája során gyártásvezetőként, főgyártásvezetőként, több mint 70 film alkotásában vett részt. A MAFILM-ben a magyar filmművészet nagyjaival dolgozott együtt, többek között Bódy Gábor, Böszörményi Géza, Dárday István, Ember Judit, Elek Judit, Fábry Péter, Fehér György, Gyarmathy Lívia, Hartai László, Jancsó Miklós, Maurer Dóra, Mátis Lilla, Mészáros Márta, Ragályi Elemér, Rózsa János, Sándor Pál, Schiffer Pál, Szomjas György, Tóth Janó, Wahorn András filmjeiben.
A Filmgyárban munkafegyelméről, és minden gyártási akadályt megoldó intelligenciájáról lett híres. A ’80-as évek végén, megelőzve korát, a MAFILM gazdasági igazgatójaként a gyártási részlegek, és a filmgyári struktúra modernizálását elsőként dolgozta ki. A magyar filmgyártás új finanszírozási tervének modelljét is felállította.
Párttag soha nem volt, állami kitüntetéseit nem vette át. Az ő nevéhez fűződik közvetlenül a rendszerváltás előtt, az első, államtól független, alapítványi filmstúdió létrehozása is, M.I.T. Stúdió néven a volt Kinizsi Moziban, (volt Kultiplex) helyén.
A rendszerváltás után megalapította az InterPopulart Könyvkiadót. Az InterPopulart könyvek középiskolai kötelező és ajánlott olvasmányok logikusan rendbeszedett gyűjteményei voltak. Emberfeletti kitartással és munkával, az egész ország, és a határon túli magyarság számára is lehetővé tette a világirodalmi művelődést.
Az ezredforduló után filmgyártó és utómunka stúdiót vezetett, és internetes vállalkozásokkal foglalkozott. Alapító tagja a Magyar Elektronikus Könyvtár internetes tárbázisának. Utolsó éveiben a saját kalandos, szerelmekkel teli életéről írt filmforgatókönyvén dolgozott.
Fogarasi István 2008. március 2-án hunyt el, március 28-án helyezték örök nyugalomra a Farkasréti temetőben.

## Filmjei (válogatás)
- 2007 Utóirat                         (Producer)
- 2005 Csöpp Szívem                    (Producer)
- 1989 A szex                          (Szereplők)
- 1989 Szürkület                       (Szereplők)
- 1986  Szökevények                    (Gyártásvezető)
- 1986  Akli Miklós                    (Gyártásvezető)
- 1986 Szörnyek évadja                 (Gyártásvezető)
- 1985  Kinematográfus a videográfiáról (Producer)
- 1984 Jégkrémbalett                   (Szereplők)
- 1982 Nyom nélkül                     (Gyártásvezető)
- 1981 Kopaszkutya                 (Gyártásvezető)
- 1980 Psyché I-II.                    (Gyártásvezető, Szereplők)
- 1979 Útközben                        (Gyártásvezető)
- 1979 Fagyöngyök                      (Gyártásvezető)
- 1978 Szabadíts meg a gonosztól       (Gyártásvezető)
- 1978 Olyan, mint otthon              (Gyártásvezető)
- 1978 Cséplő Gyuri                    (Gyártásvezető)
- 1976 Herkulesfürdői emlék            (Gyártásvezető)
- 1976 Pókfoci                         (Gyártásvezető)
- 1975 Amerikai anzix                  (Gyártásvezető)
- 1974 Szilveszter                     (Gyártásvezető)
- 1974 Egyszerű történet               (Gyártásvezető)

## Külső hivatkozások
- Honlapja: istvan.fogarasi.googlepages.com Archiválva 2009. augusztus 17-i dátummal a Wayback Machine-ben
- Filmtörténet online:
- Imdb.com:
- Fogarasi István a PORT.hu-n (magyarul)